# Kirinyaga (hrabstwo)
Kirinyaga – hrabstwo w centralnej Kenii. Jego stolicą jest Kutus, a największym miastem Wanguru. Liczy 610,4 tys. mieszkańców na powierzchni 1478 km². Kirinyaga graniczy z hrabstwami: Embu od wschodu, od południa z niewielką częścią hrabstwa Machakos, Murang'a na południowym zachodzie i Nyeri na zachodzie.
Hrabstwo Kirinyaga leży między 1158 a 5199 metrów n.p.m., a jego najwyższym punktem jest szczyt Mount Kenia. Jest to główny obszar produkcji ryżu w Kenii, szczególnie wokół miasta Wanguru.
W większości zamieszkane przez lud Kikuju.

## Nazwa
Nazwa hrabstwa pochodzi od góry Mount Kenia, która pierwotnie była znana jako Kirinyaga. 

## Rolnictwo
Rolnictwo jest główną działalnością gospodarczą Kirinyagi, a ponad 70% mieszkańców to drobni rolnicy. Wśród upraw najbardziej rozpowszechnione są: herbata, kawa, ryż, kukurydza, fasola, banany i różne rodzaje owoców i warzyw. Znaczenie ma także hodowla bydła i rybołówstwo.  

## Religia
Struktura religijna w 2019 roku wg Spisu Powszechnego:
- protestantyzm – 59,9%
- katolicyzm – 29,6%
- niezależne kościoły afrykańskie – 5,6%
- pozostali chrześcijanie – 2,8%
- islam – 0,4%
- pozostali – 1,7%.